# 긴 탄식
긴 탄식(jeremiad)은 구약성경의 예레미야애가에 등장하는 산문형태의 글로, 국가나 사회의 상태가 도덕적으로 타락한 것을 애도하는 글이다.
이런 형태의 글은 영미 설교에서 자주 등장하며, 특히 휴 블레어나 미국에 온 청교도들의 설교에서 자주 등장한다.
하나님의 진노가 악한 자를 사용하여 그들을 도구로 하나님의 사람들이나 국가, 민족을 괴롭게 하여 그들이 죄악에서 돌이키고 회개케 하는 하나님의 섭리를 강조하기 위해 사용된다.  이런 쟝르의 설교는 환난을 대할 때 주로 사용되며 기독교가 탄압받을 때 주로 적용된다.